# Ateneo de Montevideo
El Ateneo de Montevideo es una institución cultural uruguaya. 
Ubicado en la Plaza de Cagancha, en pleno centro de Montevideo, fue fundado el 3 de julio de 1886 como resultado de la fusión de la Sociedad Universitaria (fundada a su vez el 5 de septiembre de 1868) y el Ateneo del Uruguay. Según reza en sus estatutos, sus fines son: "servir, en un ambiente de absoluta libertad de espíritu, el desarrollo de la cultura; favorecer su difusión, mediante la libre discusión de todos los principios y tendencias; y contribuir a la defensa de sus postulados, poniendo todos los medios legítimos a su alcance al servicio de las causas de verdad y de justicia."

Entre sus socios fundadores se cuentan numerosas personalidades destacadas de la cultura y la política uruguayas en el siglo XIX: Alejandro Magariños Cervantes, Aureliano Rodríguez Larreta, Carlos María de Pena, Carlos María Ramírez, Daniel Muñoz, Duvimioso Terra, José Pedro Ramírez, Eduardo Acevedo Díaz, Gonzalo Ramírez, Joaquín Requena, José Pedro Varela, Juan Carlos Blanco Fernández, Julio Herrera y Obes, Luis Melián Lafinur, Pablo de María, Pedro Bustamante, Pedro Giralt, Plácido Ellauri, Tristán Narvaja, etc.
A lo largo de su historia, contribuyó al desarrollo de la cultura en la ciudad. Por ejemplo, Joaquín Torres García tuvo su taller aquí. Sus instalaciones han servido para alojar manifestaciones de muy diverso cuño, ya sea político, filosófico o religioso. 